# Lockheed Martin F-35 Lightning II
Lockheed Martin F-35 Lightning II eller Joint Strike Fighter (JSF), är ett femte generationens stridsflygplan som är svårt att upptäcka. Det är avsett att kunna lösa både attack-, spanings- och jaktuppdrag. Flygplanet är ett samarbetsprojekt mellan flera länder (USA, Storbritannien, Italien, Nederländerna, Kanada, Australien, Danmark och Norge). F-35 är avsett att ersätta äldre plan av typen F-16 Falcon, F/A-18 Hornet, AV-8 Harrier och A-10 Thunderbolt.

## Historia

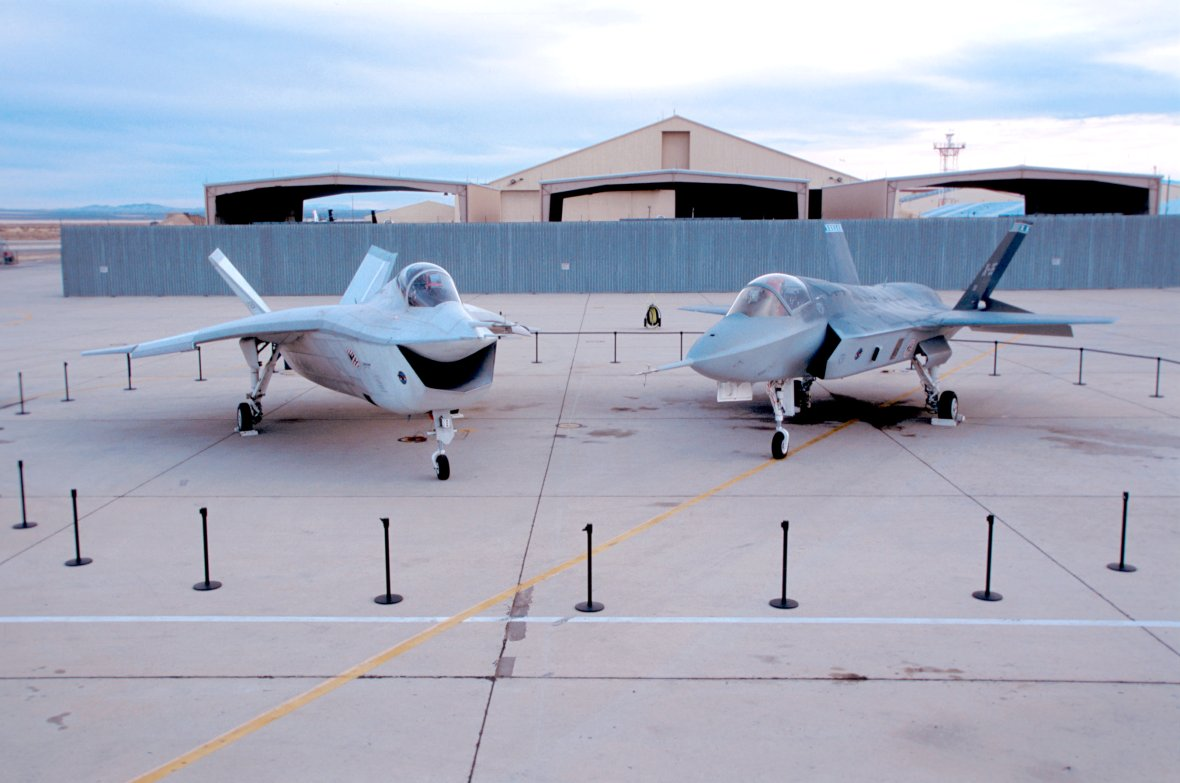
De två experimentflygplanen X-32 från Boeing och X-35 från Lockheed Martin på Edwards Air Force Base i Kalifornien 2000.

Under slutet av 1980-talet började USA:s försvarsdepartement att leta efter en ersättare till den fjärde generations jakt- och attack-flyg som hade introducerats på 70-talet. Ett nytt program med namnet Joint Strike Fighter (JSF) påbörjades 1993 och 1995 gick även Storbritannien med i utvecklingsarbetet genom att betala 10 procent av den totala utvecklingskostnaden. År 1996 hade två amerikanska flygplansverkare fått kontrakt att utveckla olika experimentflygplan X-32 (Boeing) och X-35 (Lockheed Martin) för utvärdering. Också under 1996 beslutade Storbritannien för att ersätta sina Harrier-plan med det framtida planet, som även ska levereras i VTOL-version, dvs för vertikal start och landning (likt Harrier).

## Premiärflygningar
De tävlande experimentflygplanen flög för första gången under år 2000. Under 2001 vann Lockheed Martin kontraktet med sitt X-35, som designats av dess mytomspunna avdelning Skunk Works. Intresset från flertal NATO-länder ökade och beställningar på planet började sakteliga komma in. År 2006 fick X-35 den nya beteckningen F-35 Lightning II (Fighter-35) och 15 december samma år flög prototypen för första gången.

## Varianter
- F-35A: Standardutförande. Konventionell landning på flygfält. Framtagen för USA:s flygvapen och är även den vanligaste exportversionen.
- F-35B: Använder kort startbana och kan landa vertikalt och också hovra. Används av USA:s marinkår, Storbritanniens väpnade styrkor och ett fåtal exportkunder.
- F-35C: Anpassad för användning på hangarfartyg med katapultstart och bromskrok (arresting gear). Versionen har förstärkta landningsställ, särskilt rostskydd, infällbara vingar med mera. Används enbart av USA:s flotta.
- F-35I: F-35A med israeliska modifikationer. En senior i det israeliska luftförsvaret har officiellt uttalat "vi vill att flygplanen kallas F-35I eftersom vi vill ha unika israeliska installationer i dem."[2] USA accepterade först inte att integrera Israels egna system i flygplanets elektronik men en plug and play-funktion kopplad till huvuddatorn tillåter påbyggnad utöver flygplanets basfunktioner.[2] Israel kommer kunna placera sin egen externa jammingpod på flygen samt sina egna vapen och bomber i F-35s interna vapenutrymme.[2][3]

En tvåsitsig skolversion behövs inte, då flygsimulatorer tänks ersätta omskolningsflygningar. Av taktiska skäl vill Israel emellertid utveckla tvåsitsiga "F-35D".

## Uppgraderingar och uppdateringar
F-35 får nya förmågor löpande, som bättre sensorer och beslutsstöd, genom både ny mjuk- och hårdvara paketerad i flera olika Block - 1A+1B, 2A+2B, 3i+3F och 4(4.1-4.4). Inom varje Block finns också många mjukvaruuppdateringar med P för produktion och R för testning, t.ex. 2BS5.3, 3iP6.21 och 3FR6. Förbättringarna kräver snabbare datorer, som uppgraderas genom flera olika Technology Refresh (TR) numrerade 1, 2 och 3.

## Produktions- och driftkostnader
F-35 tillverkas i olika Lots, i generellare produktionssammanhang kallade batcher. År 2025 tillverkas Lot 15-17. Lockheed Martin har kontinuerligt försökt sänka tillverkningskostnaderna, samtidigt som inflation och nya förmågor ökar kostnaderna. År 2026 beräknas F-35A kosta drygt USD 100 miljoner per styck. Driftkostnaden år 2020 är ca 42 000 US-dollar per flygtimme.

## Beställningar
År 2009 var över 3 000 flygplan beställda av 10 länder. I juli 2019 avbröt USA sitt samarbete med Turkiet, efter att Turkiet även köpt det ryska luftvärnssystemet S-400. USA såg inte detta som förenligt med ett köp av de 100 beställda flygplanen, och Turkiet avråddes tidigt av USA från att köpa detta luftvärnssystem.

## Kvalitetsproblem
En rapport från den amerikanska myndigheten Government Accountability Office (GAO) visar att USA:s F-35-plan är dyra och så svåra att reparera att de bara är tillgängliga halva tiden. Försvarsdepartementet ligger 12 år efter schemat med sina reparationsverkstäder, vilket gör att de tvingas köpa nya dyra delar istället för att reparera trasiga. År 2023 väntar 10 000 delar på lagning, och i genomsnitt behövs 141 dagar för att repararera ett plan.
Tidigare har ca 125 plan tillverkats per år vilket är lägre än planerade 156 st, beroende på förseningar med F-35:ans simulator. År 2025 förväntas produktion slå rekord och landa på 170-190 plan.
F-35 Lightning II Joint Strike Fighter-programmet är nu 183 miljarder dollar, drygt 2008,8 miljarder kronor, över ursprungskalkylen. USA:s försvarsdepartement bedömer att det kommer kosta 1,7 biljoner dollar, ca 18,66 biljoner kronor, över sin livstid. Ca 1,3 biljoner dollar, ungefär 14,27 biljoner kronor, är kopplad till underhåll.

### Incidenter
Många olyckor och missöden har drabbat F-35-plan, men dessa måste ställas i relation till det stora antalet flygtimmar. I slutet av september 2023 kraschade ett plan över South Carolina efter att piloten hade utlöst katapultstolen.

## Försäljning och leverans

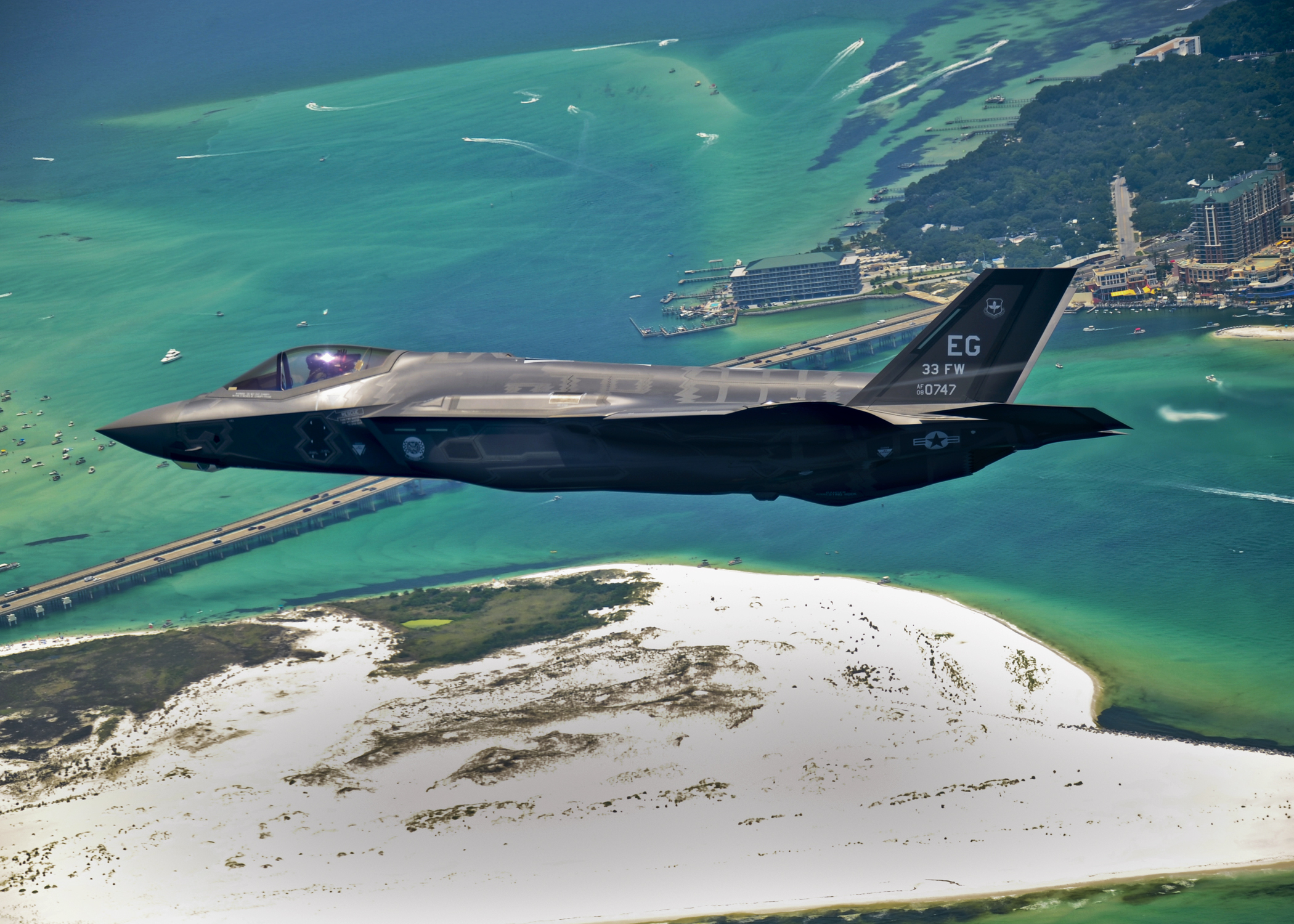
Den första serielevererade F-35A till USA:s flygvapen anländer till Eglin Air Force Base i Florida, 14 juli 2011.

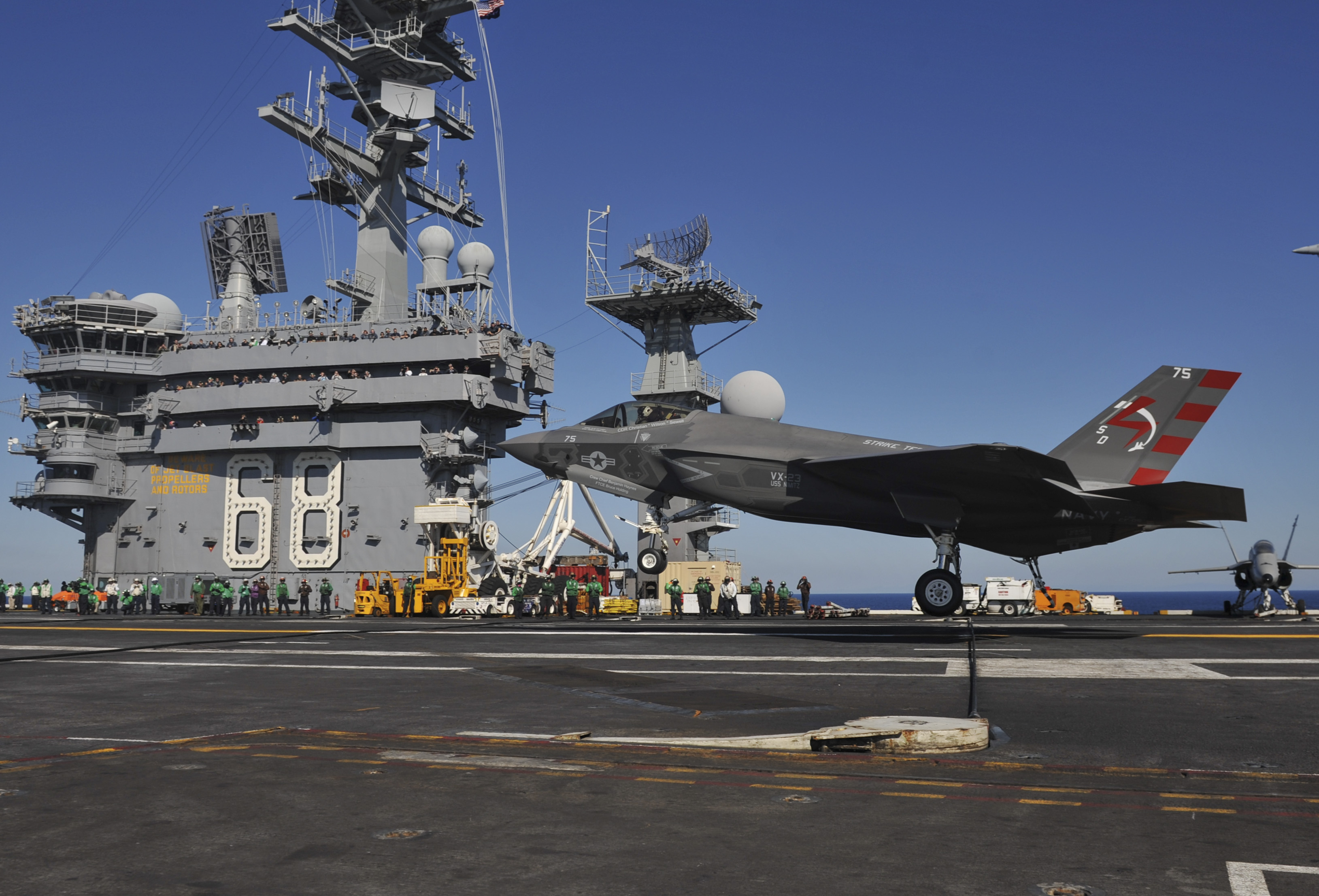
Den allra första hangarfartygslandningen med en F-35C, ombord på i Stilla havet 3 november 2014.

| Land           | F-35A | F-35B | F-35C | Beställd       | I tjänst från | Ersätter                             | Not                                                             |
| -------------- | ----- | ----- | ----- | -------------- | ------------- | ------------------------------------ | --------------------------------------------------------------- |
| Australien     | 72    |       |       | 2002           | 2018          | F-111C, F/A-18A Hornet               | Ursprungligen var målet 100 plan men minskades till 72.         |
| Belgien        | 34    |       |       | 2018           | 2023          | F-16AM                               | [ 20 ] [ 21 ]                                                   |
| Danmark        | 27    |       |       | 2016           | 2021          | F-16AM                               | [ 22 ]                                                          |
| Finland        | 64    |       |       | 2021           | 2025          | F-18 Hornet                          | [ 23 ]                                                          |
| Grekland       | 20    |       |       | 2024           | 2028          | F-4E Phantom II och F-16AM/BM        | Option på ytterligare 20 plan.                                  |
| Israel         | 50    |       |       | 2010           | 2017          | F-16A Netz                           | Ytterligare 25 plan planerade.                                  |
| Italien        | 60    | 30    |       | 2008           | 2016          | AMX A-11A, F-16A, Tornado IDS, AV-8B | [ 29 ] [ 30 ]                                                   |
| Japan          | 105   | 42    |       | 2011           | 2019          | F-4EJ Kai Phantom II                 | [ 31 ]                                                          |
| Kanada         | 88    |       |       | 2022           | 2027          | CF-18 Hornet                         | [ 32 ] [ 33 ] [ 34 ]                                            |
| Nederländerna  | 52    |       |       | 2008/2013      | 2019          | F-16AM                               | [ 35 ] [ 27 ]                                                   |
| Norge          | 52    |       |       | 2008           | 2019          | F-16AM                               | Slutleverans år 2025.                                           |
| Polen          | 32    |       |       | 2020           | 2026          | MiG-29                               | [ 37 ]                                                          |
| Rumänien       | 32    |       |       | 2024           | 2030          | F-16AM/BM                            | [ 38 ]                                                          |
| Schweiz        | 36    |       |       | 2022           | 2027          | F-5E/F Tiger II och F/A-18C/D Hornet | [ 39 ]                                                          |
| Singapore      |       | 12    |       | 2019/2020      | 2026          | F-16C                                | [ 40 ]                                                          |
| Storbritannien |       | 138   |       | 2002/2007/2012 | 2018          | Harrier GR.9 Sea Harrier FA.2        | [ 41 ] [ 42 ]                                                   |
| Sydkorea       | 40    |       |       | 2014           | 2019          | F-4 Phantom II F-5 Freedom Fighter   | Ytterligare 20 plan planerade.                                  |
| Tjeckien       | 24    |       |       | 2024           | 2035          | Saab 39 Gripen                       | [ 45 ] [ 46 ]                                                   |
| Turkiet        | 100   |       |       | 2014           |               | F-16C                                | Stoppat av USA pga köp av luftvärnssystemet S-400 från Ryssland |
| Tyskland       | 35    |       |       | 2022           | 2030          | Panavia Tornado                      | [ 48 ]                                                          |
| USA            | 1763  |       |       | 2001           | 2011/2016     | F-16C, A-10C                         | [ 49 ] [ 27 ]                                                   |
| USA            |       | 353   |       | 2001           | 2012/2015     | AV-8B Harrier, F/A-18 Hornet         | [ 49 ] [ 27 ]                                                   |
| USA            |       |       | 340   | 2001           | 2013/2019     | F/A-18 Hornet, F/A-18 Super Hornet   | [ 49 ] [ 27 ]                                                   |
| Summerat:      | 2586  | 575   | 340   |                |               |                                      | Totalt alla varianter: 3501                                     |

## Galleri

F-35A.
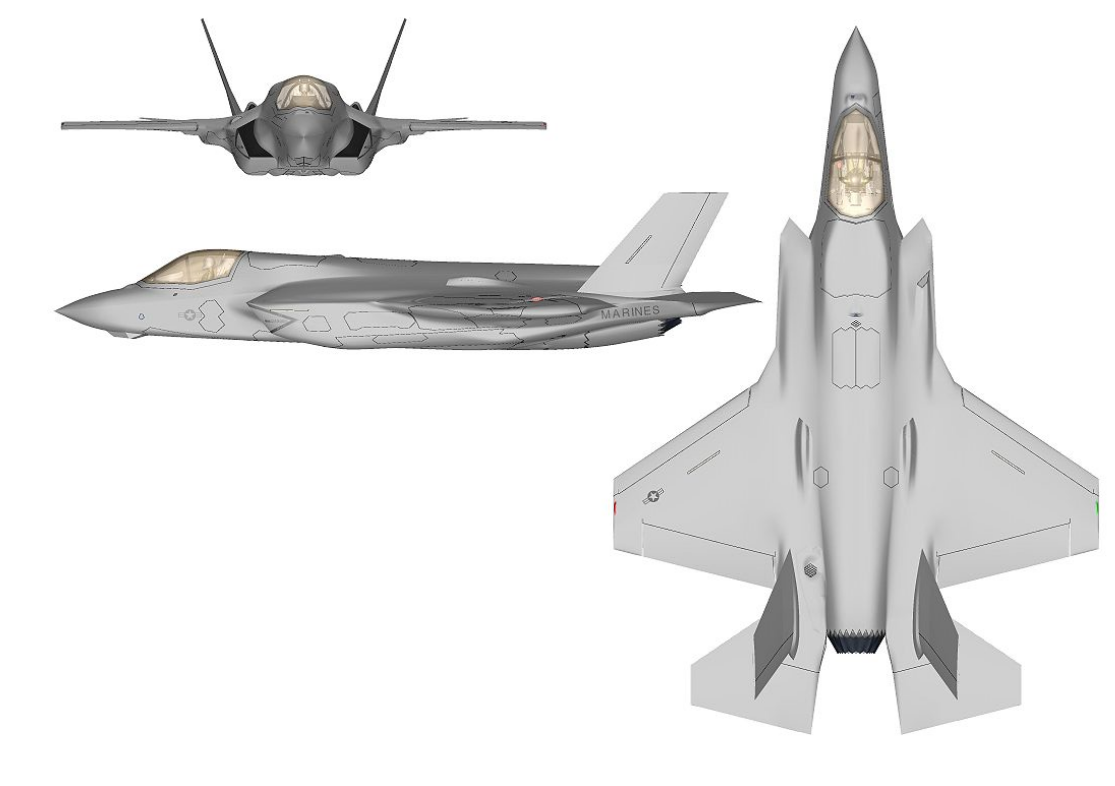
F-35B.
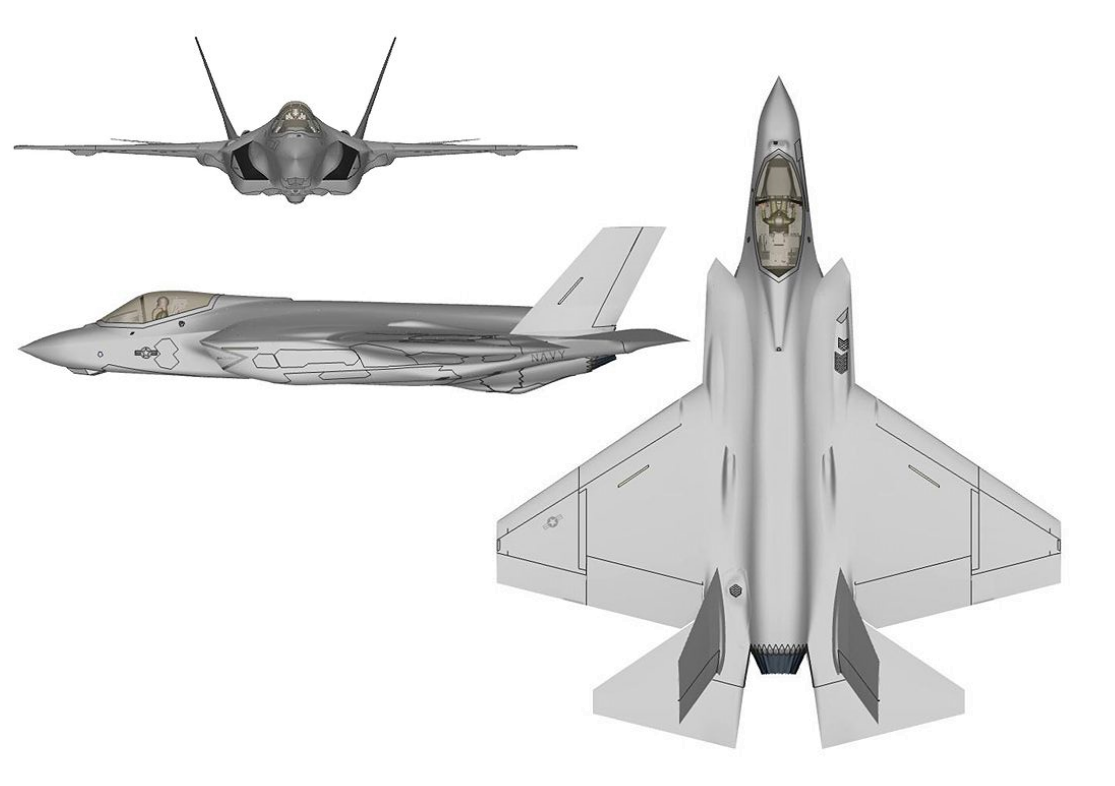
F-35C.
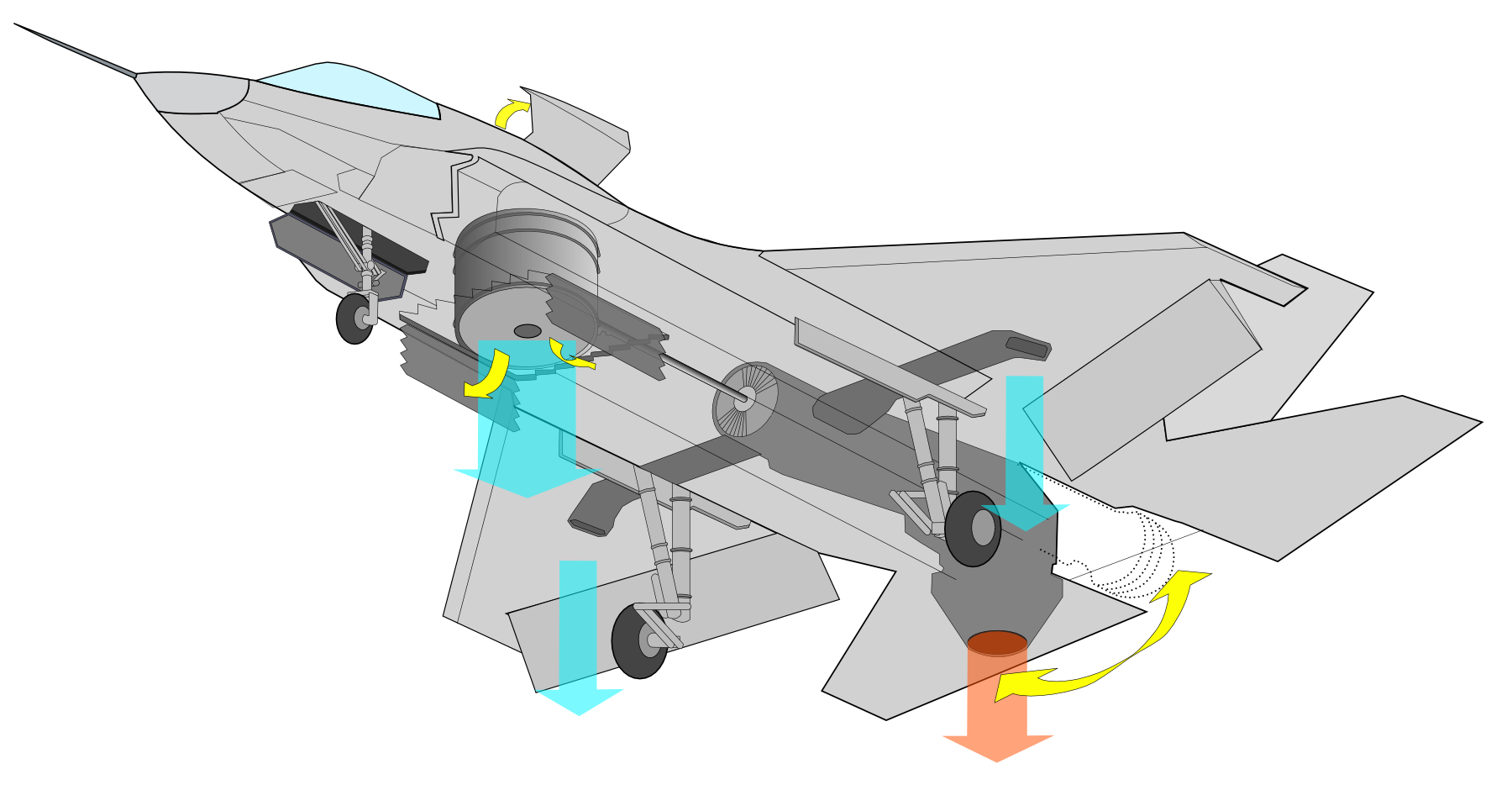
F-35B med lyftfläkt.
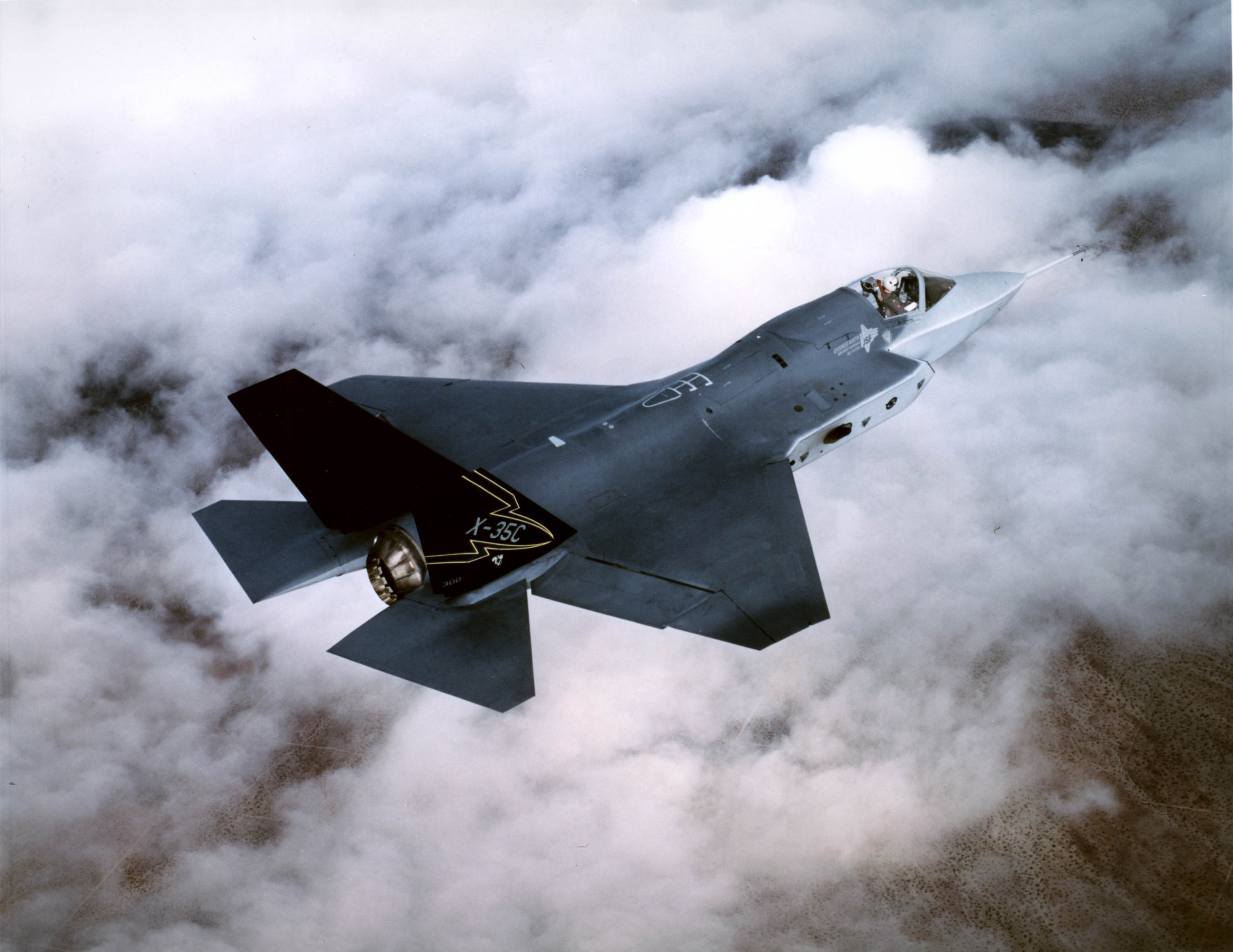
X-35C.
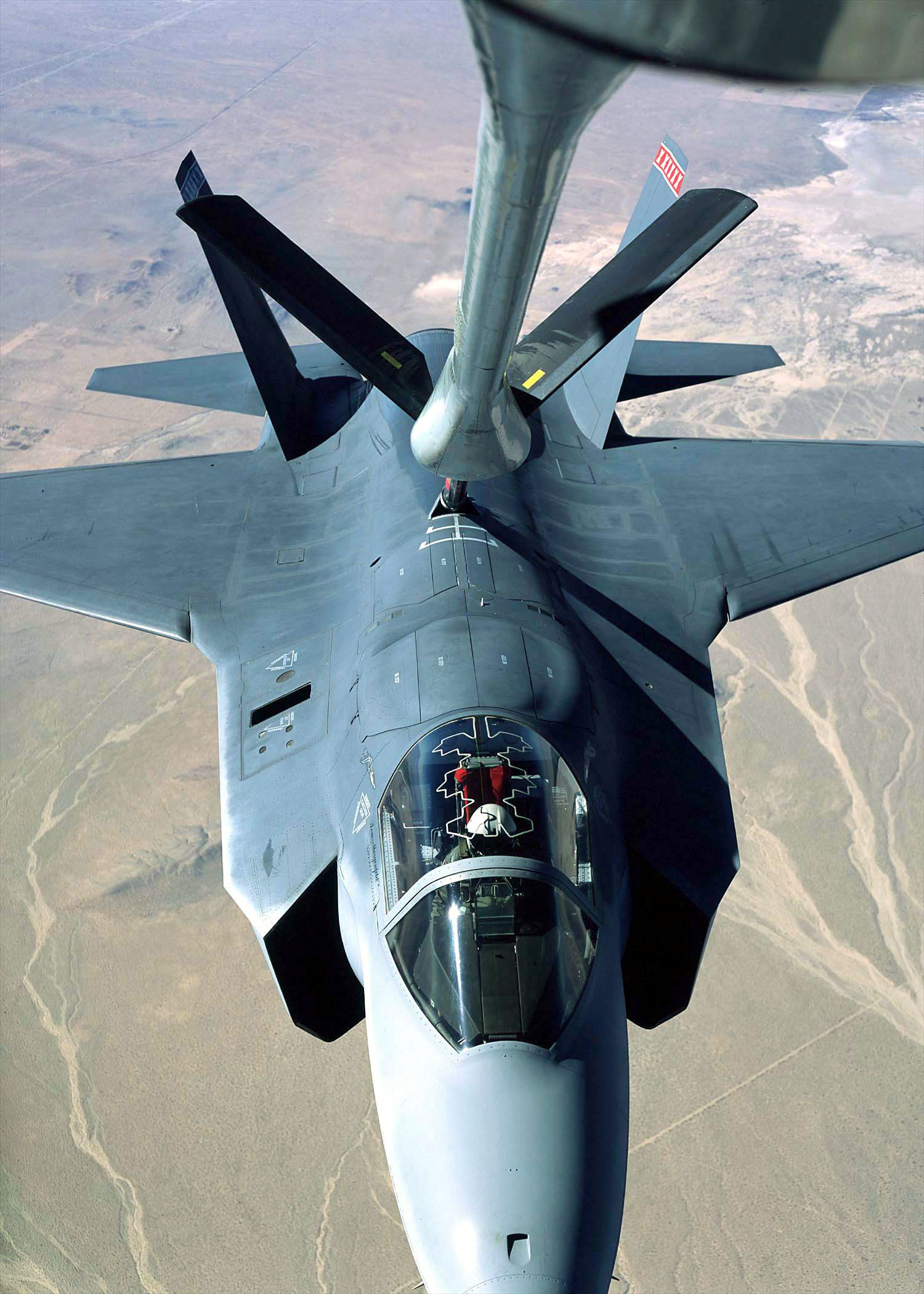
X-35A lufttankar, fotograferad från en KC-135 Stratotanker.
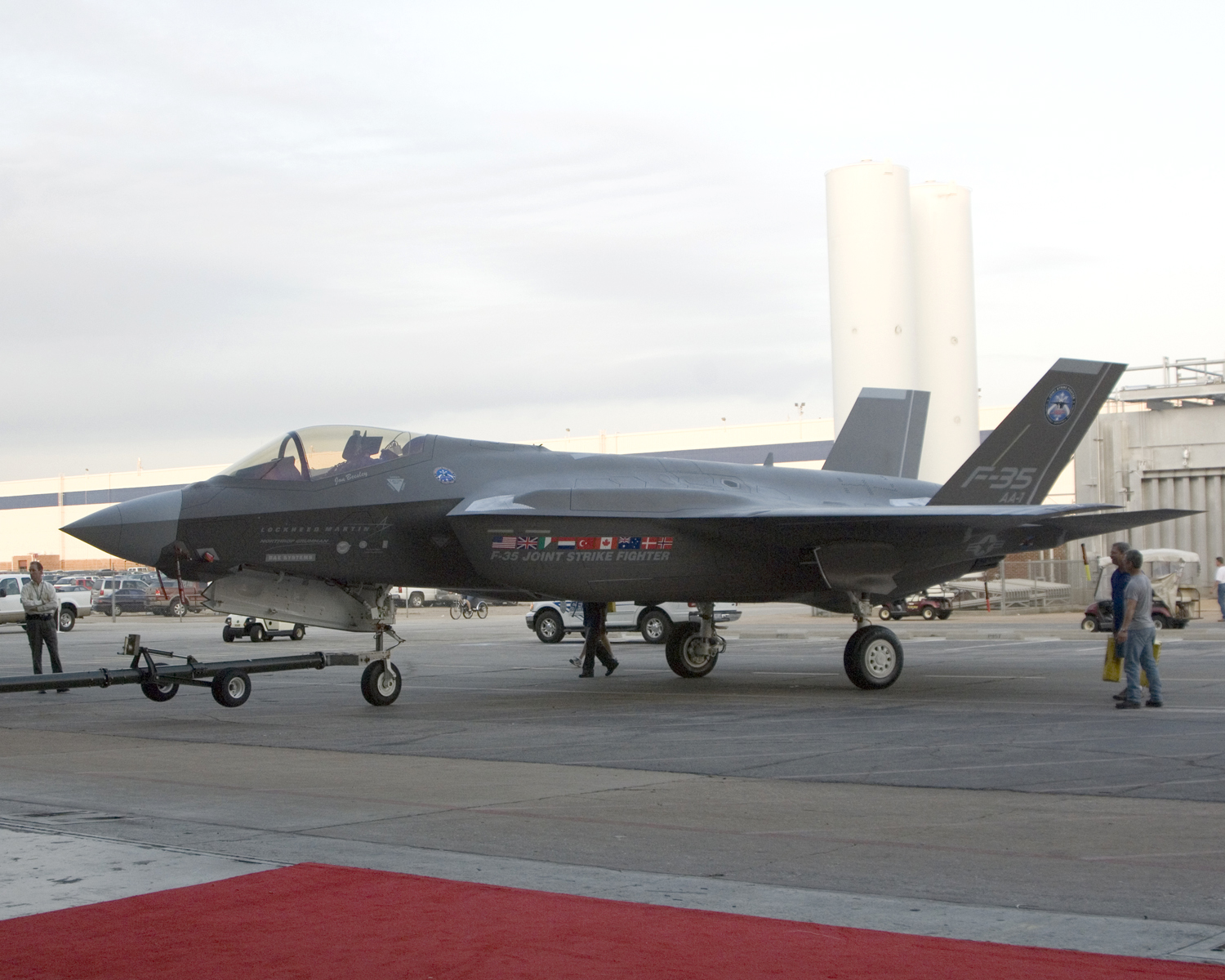
F-35A.
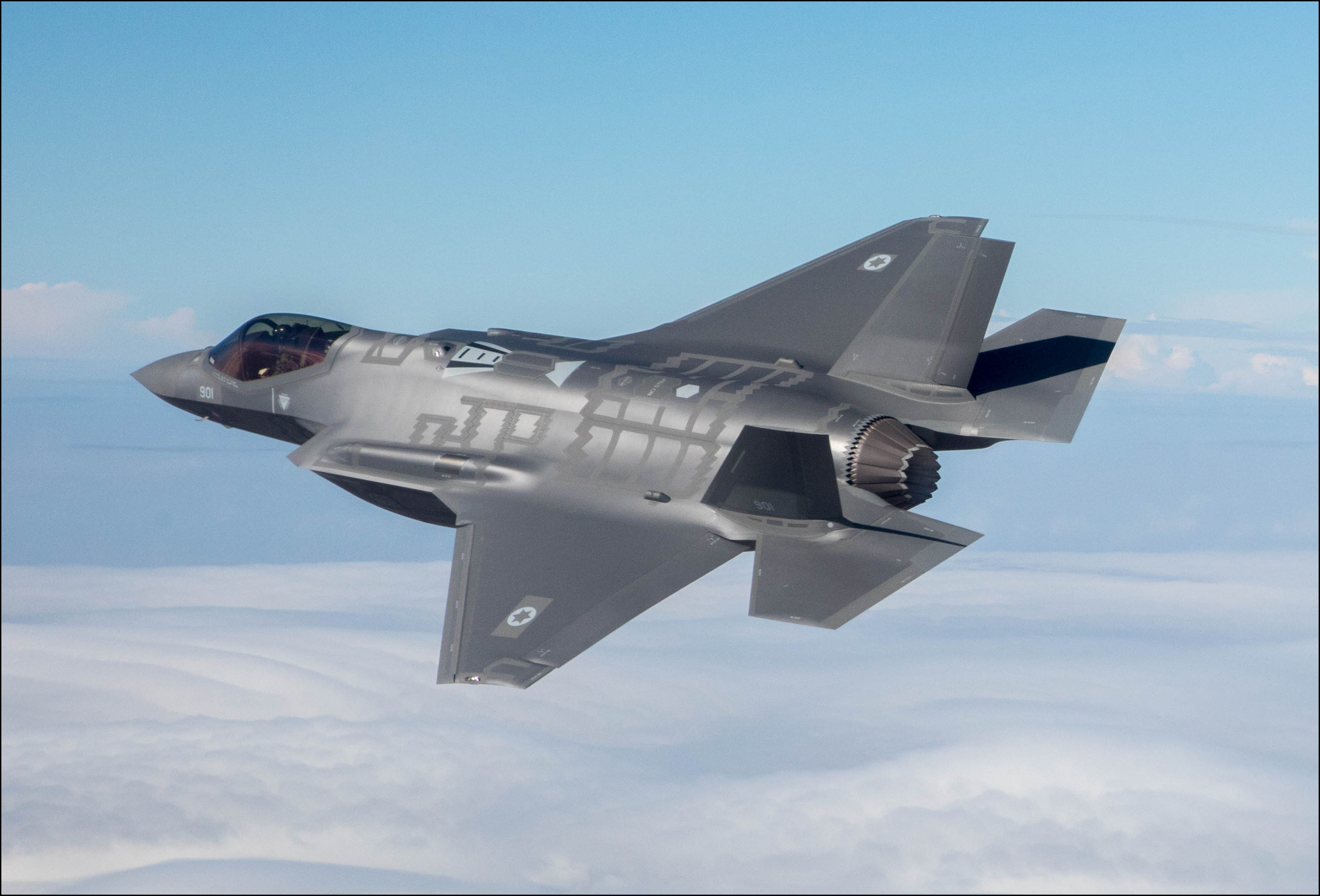
Israelisk F-35.
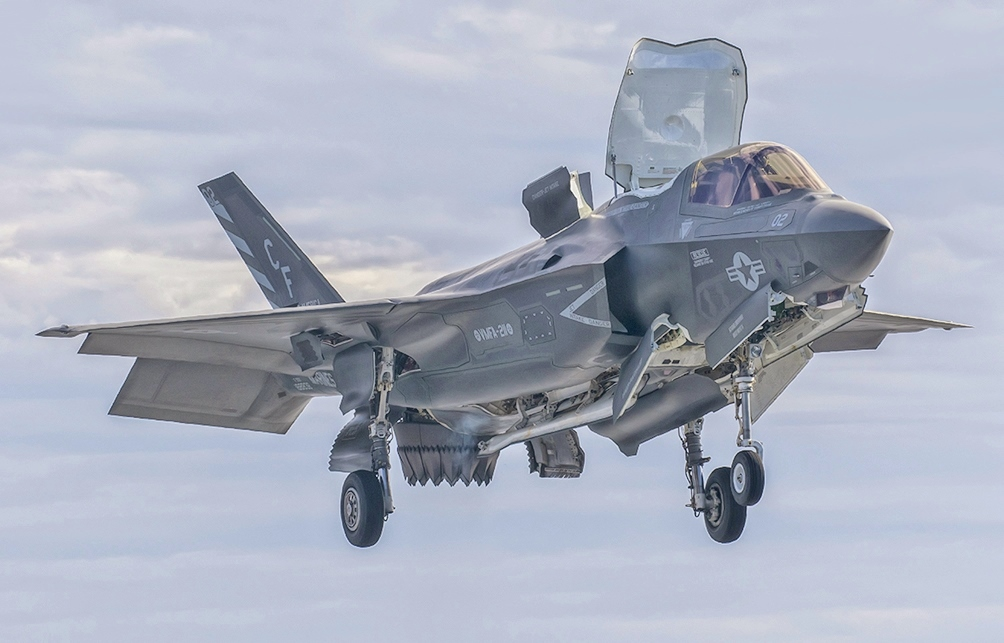
Amerikansk F-35.
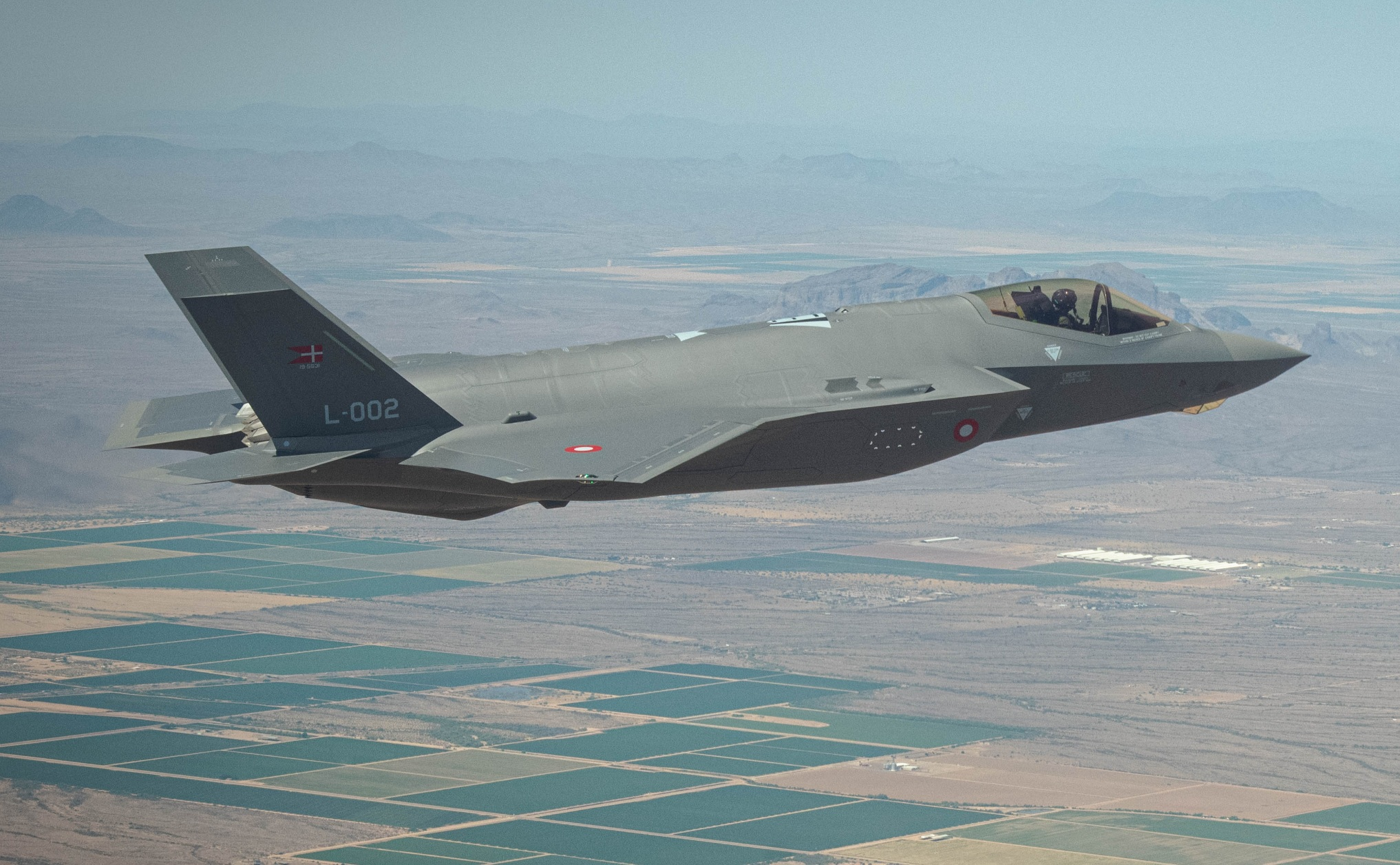
Dansk F-35.
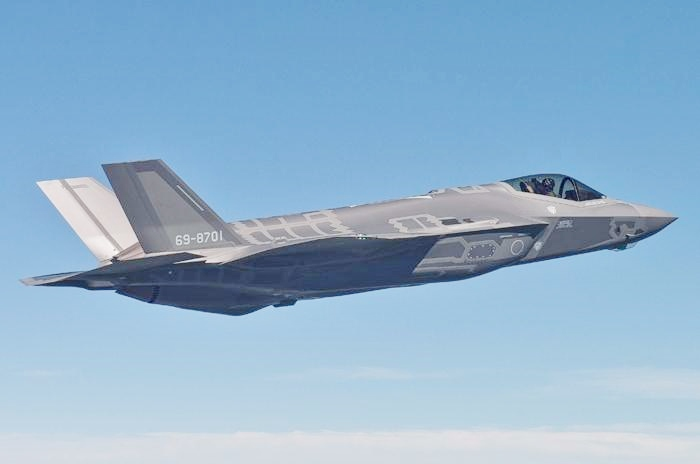
Japansk F-35.
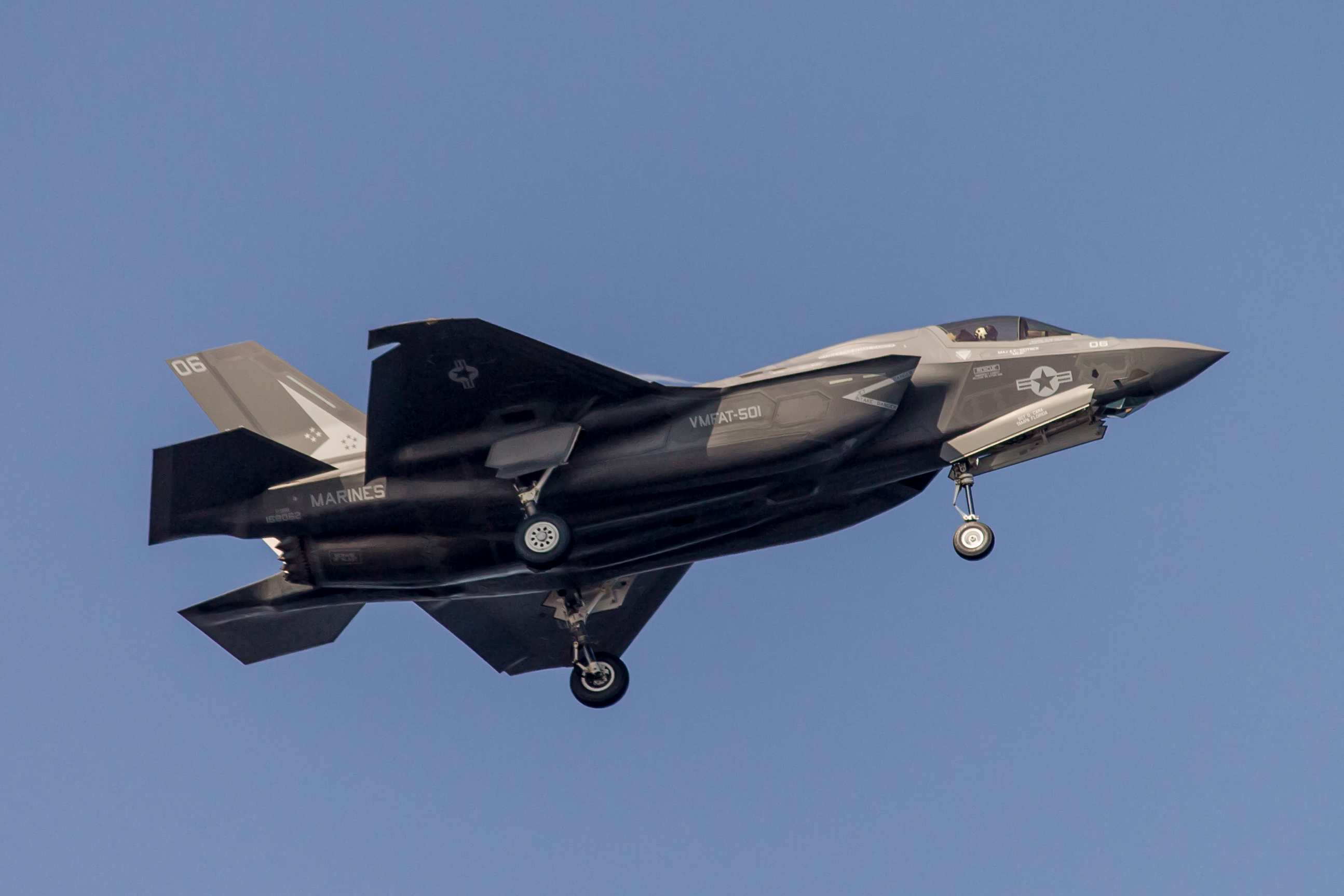
F-35B.

## Media
- X-35 tankas i luften.
- Test av F-35A:s automatkanon.
- Vertikal landning